# Ursula Heyer
Ursula Heyer (* 15. Februar 1940 in Berlin) ist eine deutsche Schauspielerin und Synchronsprecherin.

## Leben und Leistungen
Ursula Heyer erlernte den Schauspielberuf und hatte mit 18 Jahren in Der Mann, der nicht nein sagen konnte an der Seite Heinz Rühmanns ihre erste bedeutende Kinorolle. Seit Anfang der 1960er-Jahre wirkte sie in zahlreichen TV-Produktionen mit, so zum Beispiel in Rinaldo Rinaldini, Mein Gott, Willi!, Wolffs Revier, Tatort oder der Serie Die Nervensäge. Größeren Bekanntheitsgrad erlangte sie als Synchronsprecherin von Joan Collins in der amerikanischen Fernsehserie Der Denver-Clan. Ferner wirkte sie in Kinofilmen wie Zwölf Mädchen und ein Mann, Genosse Münchhausen oder Schöner Gigolo, armer Gigolo mit. 2008 war sie als „Annegret Wittkamp“ in der Seifenoper Verbotene Liebe zu sehen.
Ursula Heyer lebt in Berlin und arbeitet dort hauptsächlich als Theaterschauspielerin. Sie war bis zu seinem Tod mit dem Schauspieler und Synchronsprecher Rainer Brandt (1936–2024) verheiratet, die gemeinsame Tochter ist die Schauspielerin Judith Brandt. Der gemeinsame Sohn ist der Kameramann und Fotograf Andrej Brandt.

## Filmografie (Auswahl)

### Schauspielerin
- 1957: Acht Mädels im Boot
- 1958: Der Mann, der nicht nein sagen konnte
- 1959: Zwölf Mädchen und ein Mann
- 1959: Hinter den sieben Gleisen
- 1959: Liebe, Luft und lauter Lügen
- 1960: Die Fastnachtsbeichte
- 1962: Ich kann nicht länger schweigen
- 1962: Genosse Münchhausen
- 1963: Winnetou 1. Teil
- 1963: Meine Frau Susanne (TV-Serie, Folge Große Wäsche)
- 1966: Angeklagt nach § 218 (Der Arzt stellt fest…)
- 1970: Heute
- 1977: Nonstop Nonsens (TV-Serie, 2 Folgen)
- 1978: Schöner Gigolo, armer Gigolo
- 1978/1979: Der Alte (TV-Serie, 3 Folgen)
- 1978/79: Café Wernicke (TV-Serie, 20 Folgen)
- 1980: Mein Gott, Willi! (TV)
- 1981: Der Fuchs von Övelgönne – Entscheidung bei Windstärke 9
- 1982: Christian und Christiane (TV-Serie, 12 Folgen)
- 1984: Ein Fall für zwei (TV-Serie, Folge Elf Jahre danach)
- 1985: Die Frau mit den Karfunkelsteinen (Fernsehfilm)
- 1986: Die Schwarzwaldklinik (TV-Serie, Folge Der Versager)
- 1986: Detektivbüro Roth (TV-Serie, Folge Hase und Igel)
- 1986: Die Nervensäge (TV-Serie, 2 Folgen)
- 1986–1992: Berliner Weiße mit Schuß (TV-Serie, 3 Folgen)
- 1987: Ein Heim für Tiere (TV-Serie, Folge Danke, Carusos)
- 1988: Praxis Bülowbogen (TV-Serie, 3 Folgen)
- 1989: Eine unheimliche Karriere (TV)
- 1990: Der doppelte Nötzli
- 1990: Tatort – Lauf eines Todes (TV-Reihe)
- 1994: Fünf Millionen und ein paar Zerquetschte (TV)
- 1996: Atemlos durch die Nacht
- 1998: Wolffs Revier (TV-Serie, Folge Urlaub in den Tod)
- 2000: Seitensprung ins Glück (TV)
- 2000: Dr. Stefan Frank – Der Arzt, dem die Frauen vertrauen (TV-Serie, Folge Wintersonne)
- 2000: In aller Freundschaft (TV-Serie, Folge Vollmond)
- 2000: Höllische Nachbarn – Chaos im Hotel (TV)
- 2002: Die fabelhaften Schwestern (TV)
- 2002: Edgar Wallace – Das Schloss des Grauens (TV)
- 2002–2004: Die Rettungsflieger (TV-Serie, 7 Folgen)
- 2003: Edel & Starck (TV-Serie, Folge Das Geschäft mit der Liebe)
- 2005: Der Ferienarzt (TV-Serie, Folge ...in der Provence)
- 2006: Unser Charly (TV-Serie, Folge Charly und die Leoparden)
- 2008: Verbotene Liebe (TV-Serie, 26 Folgen)
- 2008: In aller Freundschaft (TV-Serie, Folge Alles oder Nichts)

### Synchronsprecherin (Auswahl)
Dunja Rajter
- 1963: Winnetou 1. Teil als Belle
- 1964: Unter Geiern als Betsy

Sharon Tate
- 1967: Die nackten Tatsachen als Malibu
- 1967: Das Tal der Puppen als Jennifer North

Sylva Koscina
- 1968: Der Etappenheld als Contessa de Montefiori
- 1969: Kampf um Rom als Theodora

Marie Versini
- 1964: Der Schut als Tschita
- 1965: Durchs wilde Kurdistan als Ingdscha
- 1965: Im Reiche des silbernen Löwen als Ingdscha

Joan Collins
- 1980: Die unglaublichen Geschichten von Roald Dahl als Natalie Turton
- 1981–1989: Der Denver-Clan als Alexis Morrell Carrington Colby Dexter Rowen
- 1987: Love Boat als Janine Adams
- 1990: Fantasy Island als Lucy Atwell
- 2013: Saving Santa – Ein Elf rettet Weihnachten als Vera Baddington

#### Filme
- 1958: Für Anne Bancroft in Unter zwei Flaggen als Katy Bishop (2. Synchro)
- 1966: Für Elga Andersen in Siebzehn Jahr, blondes Haar als Sonia
- 1970: Für Suzy Kendall in Das Geheimnis der schwarzen Handschuhe als Julia
- 1971: Für Adrienne Corri in Uhrwerk Orange als Mrs. Alexander
- 1972: Für Marina Malfatti in Das Rätsel des silbernen Halbmonds als Kathy Adams
- 1977: Für Jane Hylton in Blockade in London als Molly (2. Synchro)
- 1977: Für Mary Astor in Zeit der Liebe, Zeit des Abschieds als Mrs. Edith Cortright
- 1977: Für Bibi Andersson in Ich hab’ dir nie einen Rosengarten versprochen als Dr. Fried
- 1977: Für Charlotte Rampling in Orca, der Killerwal
- 1982: Für Margaret Blye in Entity – Es gibt kein Entrinnen vor dem Unsichtbaren, das uns verfolgt als Cindy Nash
- 1996: Für Stéphane Audran in Maximum Risk als Chantal Moreau
- 2000: Für Christine Baranski in Der Grinch als Martha May Whovier

#### Serien
- 1985: Für Jacqueline Scott in Trio mit vier Fäusten als Wanda Wise
- 1985: Für Carol Lynley in Ein Colt für alle Fälle als Ivy Morris
- 1989: Für Christine Belford in Kampfstern Galactica als Leda
- 1989: Für Britt Ekland in Simon & Simon als Samantha Blake
- 2006: Für Carol Burnett in Desperate Housewives als Eleanor Mason

## Theater
- 1976: Marcel Mithois: Arc de Triomphe – Regie: Wolfgang Spier (Komödie am Kurfürstendamm Berlin)